# Gusle
Gusle – stary, prosty, ludowy instrument smyczkowy, którego kształt i strój zmieniał się zależnie od epoki i terenu. Znane w krajach słowiańskich, bałkańskich i na Bliskim Wschodzie. Dźwięki wydobywa się przez szarpanie lub częściej przez pociąganie strun prymitywnym smyczkiem.